# سیارک ۲۶۶
سیارک ۲۶۶ (به انگلیسی: 266 Aline) دویست و شصت و ششمین سیارک کشف شده‌است که در ۱۷ مه ۱۸۸۷ و در وین کشف شد.
قدر مطلق سیارک برابر ۸٫۸۰ است.